# Mordvînivka, Melitopol
Mordvînivka (în ucraineană Мордвинівка) este o comună în raionul Melitopol, regiunea Zaporijjea, Ucraina, formată numai din satul de reședință.

## Demografie
Componența lingvistică a comunei Mordvînivka
     Rusă (78,39%)
     Ucraineană (19,82%)
     Alte limbi (0,5%)
Conform recensământului din 2001, majoritatea populației comunei Mordvînivka era vorbitoare de rusă (78,39%), existând în minoritate și vorbitori de ucraineană (19,82%).